# Mörumsörarna
Mörumsörarna är öar i Finland. De ligger i Skärgårdshavet och i kommunen Kimitoön i landskapet Egentliga Finland, i den sydvästra delen av landet. Öarna ligger omkring 60 kilometer söder om Åbo och omkring 160 kilometer väster om Helsingfors. Mörumsörarna ligger 5 meter över havet.
Arean för den av öarna koordinaterna pekar på är 1,3 hektar och dess största längd är 160 meter i nord-sydlig riktning.  Det finns inga samhällen i närheten.